# Pentila tripunctata
Pentila tripunctata är en fjärilsart som beskrevs av Aurivillius 1895. Pentila tripunctata ingår i släktet Pentila och familjen juvelvingar. Inga underarter finns listade i Catalogue of Life.